# Gymnastikschule Ulrich

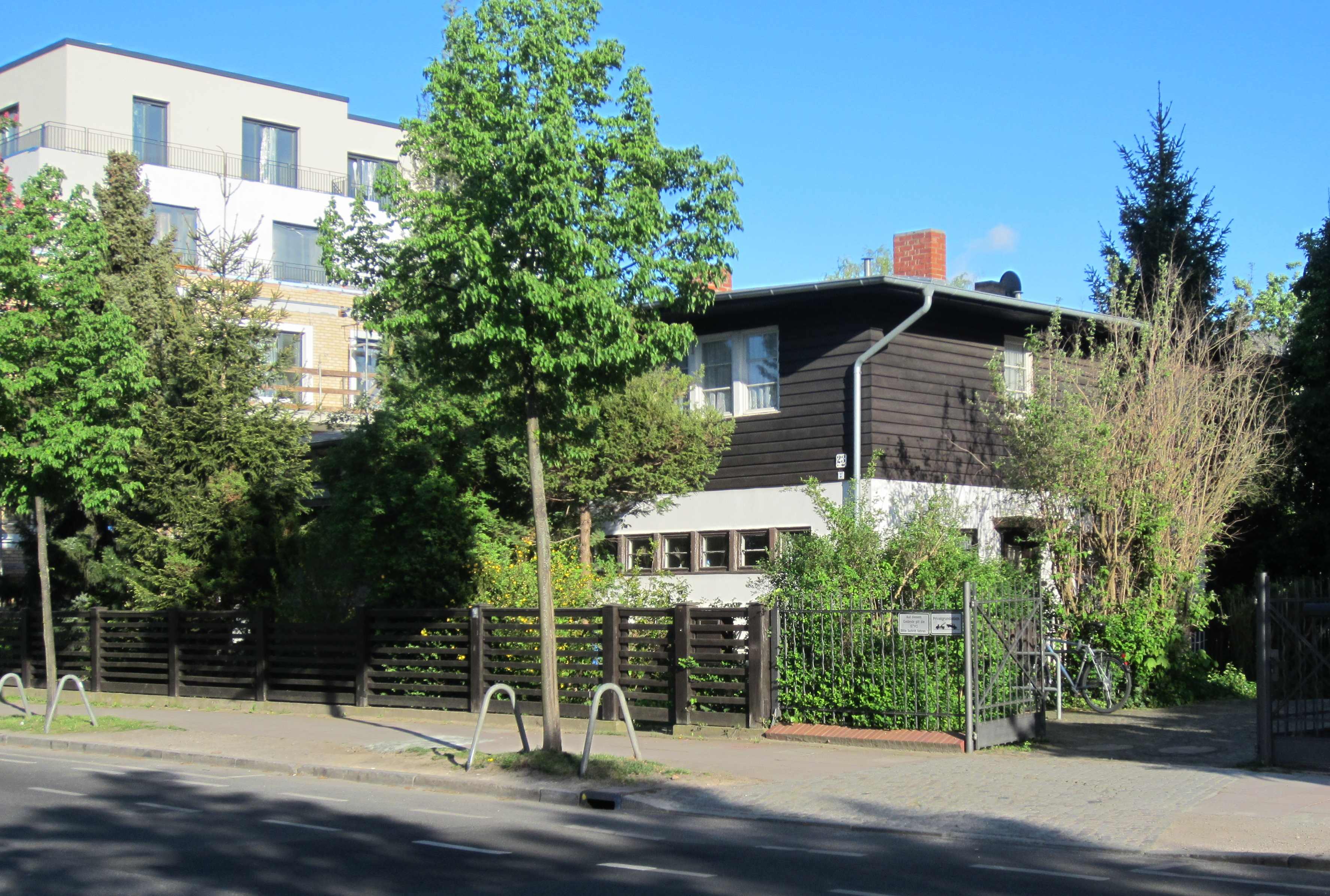
Ehemalige Gymnastikschule Ullrich, Kurfürstenstraße 23

Das Wohnhaus Kurfürstenstraße 23 ist ein Wohnhaus mit der ehemaligen „Gymnastikschule Ullrich“, ein denkmalgeschütztes Gebäude in der nördlichen Innenstadt von Potsdam. Wie die benachbarte 2011 abgerissene Villa Dietz Kurfürstenstraße 24/25 ist es eines der wenigen Bauten der sog. Bauhaus-Moderne in Potsdam.

## Geschichte
Das im Auftrag der Gymnastiklehrerin Margarete Ullrich (1895–1978) im Jahr 1927 errichtete Wohnhaus mit anschließender Turnhalle wurde von den Architekten Emil Schuster und seinem Schwiegersohn Leopold Kuhlmann errichtet, möglicherweise nach Otto Rudolf Salvisbergs Sommerhaus Kyser am Plessower See, Werder (Havel). Der Entwurf des Gartens geht auf Karl Foerster, Hermann Mattern und Herta Hammerbacher zurück. Im Potsdamer Adressbuch 1938/39 ist die Gymnasiallehrerin Veronika Lepsius (1904–1981), Tochter des evangelischen Theologen Johannes Lepsius, als Mitbewohnerin eingetragen. Die Musikpädagogin erbte das Haus nach Margarete Ullrichs Tod, das 1980 verkauft wurde und in Privateigentum ist.

## Architektur
Das Haus besteht aus modernen Grundformen wie gestaffelten Kuben und liegenden Formeln und ist im Stil der Neuen Sachlichkeit gestaltet. Der auf der Gartenseite im spitzen Winkel aus der Wandfläche hervortretende Standerker und das ursprünglich nach oben spitz zulaufenden Einfriedungstor weist expressionistische Formen auf. Wegen des moorastigen Untergrunds steht das Haus auf einem Pfahlrost mit einer Rostplatte aus Eisenbeton. Um das Gewicht des Gebäudes zu reduzieren, wurde das zweigeschossige Wohnhaus und die eingeschossige Turnhalle in Fachwerkbauweise mit einer Ausfachung aus leichtem Schwemmstein konstruiert. Die Außenwände sind hell verputzt und am Obergeschoss des Wohnhauses mit einer dunkelbraun gestrichenen Stülpschalung verblendet. Ein horizontales Fensterband belichtete den Umkleideraum und den angrenzenden Duschraum im Erdgeschoss des Wohnhauses. Die Belichtung der Turnhalle erfolgte über horizontale Fensterbänder im Dachbereich und drei doppelflügelige Fenstertüren auf der Gartenseite. Die Räume wurden in den 1980er-Jahren für Wohnzwecke umgenutzt.